# Districtul Prachaksinlapakhom
Prachaksinlapakhom (în thailandeză ประจักษ์ศิลปาคม) este un district (Amphoe) din provincia Udon Thani, Thailanda, cu o populație de 24.693 de locuitori și o suprafață de 114,8 km².

## Componență
Districtul este subdivizat în 3 subdistricte (tambon), care sunt subdivizate în 41 de sate (muban).
| Nr. | Nume          | În thailandeză | Sate | Locuitori |  |
| --- | ------------- | -------------- | ---- | --------- |  |
| 1.  | Na Muang      | นาม่วง          | 14   | 10,023    |  |
| 2.  | Huai Sam Phat | ห้วยสามพาด      | 13   | 6,857     |  |
| 3.  | Um Chan       | อุ่มจาน          | 14   | 7,813     |  |

1. ↑   http://www.amphoe.com/menu.php?mid=1&am=790&pv=72 Lipsește sau este vid: |title= (ajutor)